# Ферді Тейган
Ферді Тейган (англ. Ferdi Taygan; нар. 5 грудня 1956) — колишній американський тенісист.
Найвищу одиночну позицію світового рейтингу — 67 місце досяг 26 грудня 1979, парну — 8 місце — 16 травня 1983 року.
Здобув 19 парних титулів.
Перемагав на турнірах Великого шолома в парному розряді.

## Фінали за кар'єру

### Парний розряд (19–20)
| Результат | Ранг | Рік  | Турнір                                      | Покриття   | Партнер               | Суперники                        | Рахунок             |
| --------- | ---- | ---- | ------------------------------------------- | ---------- | --------------------- | -------------------------------- | ------------------- |
| Поразка   | 1.   | 1979 | Болонья, Італія                             | Килим (i)  | Фріц Бунінг           | Пітер Флемінг Джон Макінрой      | 1–6, 1–6            |
| Перемога  | 1.   | 1980 | Вашингтон-2, U.S.                           | Килим (i)  | Браян Тічер           | Кевін Каррен Стів Дентон         | 4–6, 6–3, 7–6       |
| Поразка   | 2.   | 1980 | Стоу, США                                   | Тверде     | Іліє Настасе          | Роберт Лутц Бернард Міттон       | 4–6, 3–6            |
| Перемога  | 2.   | 1980 | Melbourne Indoor, Австралія                 | Килим (i)  | Фріц Бунінг           | Джон Седрі Тім Вілкінсон         | 6–1, 6–2            |
| Перемога  | 3.   | 1980 | Гонконг                                     | Тверде     | Пітер Флемінг         | Брюс Менсон Браян Тічер          | 7–5, 6–2            |
| Поразка   | 3.   | 1980 | Тайбей, Республіка Китай                    | Килим (i)  | Джон Остін (тенісист) | Брюс Менсон Браян Тічер          | 4–6, 0–6            |
| Перемога  | 4.   | 1980 | Бангкок, Таїланд                            | Килим (i)  | Браян Тічер           | Том Оккер Дік Стоктон (тенісист) | 7–6, 7–6            |
| Перемога  | 5.   | 1981 | Окленд, Нова Зеландія                       | Тверде     | Тім Вілкінсон         | Тоні Грем Білл Скенлон           | 7–5, 6–1            |
| Перемога  | 6.   | 1981 | Роттердам, Нідерланди                       | Тверде (i) | Фріц Бунінг           | Джін Меєр Сенді Меєр             | 7–6, 1–6, 6–4       |
| Поразка   | 4.   | 1981 | Лос-Анджелес, США                           | Тверде     | Джон Макінрой         | Том Галліксон Балч Волтс         | 4–6, 4–6            |
| Поразка   | 5.   | 1981 | Washington Open, США                        | Ґрунт      | Павел Сложил          | Рауль Рамірес Вен Вінітскі       | 7–5, 6–7, 6–7       |
| Поразка   | 6.   | 1981 | Норт-Конвей, США                            | Ґрунт      | Павел Сложил          | Гайнц Ґюнтгардт Пітер Макнамара  | 7–6, 5–7, 4–6       |
| Перемога  | 7.   | 1981 | Монреаль, Канада                            | Тверде     | Рауль Рамірес         | Пітер Флемінг Джон Макінрой      | 2–6, 7–6, 6–4       |
| Перемога  | 8.   | 1981 | Мастерс Цинциннаті, США                     | Тверде     | Джон Макінрой         | Роберт Лутц Стен Сміт            | 7–6, 6–3            |
| Поразка   | 7.   | 1981 | Сідней, Австралія                           | Тверде (i) | Шервуд Стюарт         | Пітер Флемінг Джон Макінрой      | 7–6, 6–7, 1–6       |
| Поразка   | 8.   | 1981 | Melbourne Indoor, Австралія                 | Тверде (i) | Шервуд Стюарт         | Пол Кронк Пітер Макнамара        | 6–3, 3–6, 4–6       |
| Поразка   | 9.   | 1981 | Стокгольм, Швеція                           | Тверде (i) | Шервуд Стюарт         | Кевін Каррен Стів Дентон         | 7–6, 4–6, 0–6       |
| Перемога  | 9.   | 1981 | Вемблі, Велика Британія                     | Килим (i)  | Шервуд Стюарт         | Пітер Флемінг Джон Макінрой      | 7–5, 6–7, 6–4       |
| Перемога  | 10.  | 1982 | Мехіко, Мексика                             | Килим (i)  | Шервуд Стюарт         | Томаш Шмід Балаж Тароці          | 6–4, 7–5            |
| Поразка   | 10.  | 1982 | Філадельфія, США                            | Килим (i)  | Шервуд Стюарт         | Пітер Флемінг Джон Макінрой      | 6–7, 4–6            |
| Перемога  | 11.  | 1982 | Лос-Анджелес, США                           | Тверде     | Шервуд Стюарт         | Брюс Менсон Браян Тічер          | 6–1, 6–7, 6–3       |
| Перемога  | 12.  | 1982 | Лас-Вегас, США                              | Тверде     | Шервуд Стюарт         | Карлус Кірмайр Вен Вінітскі      | 7–6, 6–4            |
| Перемога  | 13.  | 1982 | Відкритий чемпіонат Франції з тенісу, Париж | Ґрунт      | Шервуд Стюарт         | Ганс Гільдемайстер Белус Прахокс | 7–5, 6–3, 1–1, RET. |
| Перемога  | 14.  | 1982 | Гштад, Швейцарія                            | Ґрунт      | Сенді Меєр            | Гайнц Ґюнтгардт Маркус Ґюнтгардт | 6–2, 6–3            |
| Перемога  | 15.  | 1982 | Норт-Конвей, США                            | Ґрунт      | Шервуд Стюарт         | Пабло Аррая Ерік Фромм           | 6–2, 7–6            |
| Перемога  | 16.  | 1982 | Індіанаполіс, США                           | Ґрунт      | Шервуд Стюарт         | Роббі Вентер Блейн Вілленборг    | 6–4, 7–5            |
| Перемога  | 17.  | 1982 | Токіо, Японія                               | Ґрунт      | Шервуд Стюарт         | Тім Галліксон Том Галліксон      | 6–1, 3–6, 7–6       |
| Поразка   | 11.  | 1982 | Стокгольм, Швеція                           | Тверде (i) | Шервуд Стюарт         | Марк Діксон Ян Гуннарссон        | 6–7, 7–6, 4–6       |
| Поразка   | 12.  | 1982 | Сан-Паулу, Бразилія                         | Ґрунт      | Пітер Макнамара       | Карлус Кірмайр Кассіу Мотта      | 3–6, 1–6            |
| Поразка   | 13.  | 1982 | Фінал ATP, Нью-Йорк City                    | Килим (i)  | Шервуд Стюарт         | Пітер Флемінг Джон Макінрой      | 5–7, 3–6            |
| Поразка   | 14.  | 1983 | Лісабон, Португалія                         | Ґрунт      | Павел Сложил          | Карлус Кірмайр Кассіу Мотта      | 5–7, 4–6            |
| Поразка   | 15.  | 1983 | Лос-Анджелес, США                           | Тверде     | Сенді Меєр            | Пітер Флемінг Джон Макінрой      | 1–6, 2–6            |
| Поразка   | 16.  | 1983 | Washington Open, США                        | Ґрунт      | Пол Макнамі           | Марк Діксон Кассіу Мотта         | 2–6, 6–1, 4–6       |
| Перемога  | 18.  | 1983 | Монреаль, Канада                            | Тверде     | Сенді Меєр            | Тім Галліксон Том Галліксон      | 6–3, 6–4            |
| Поразка   | 17.  | 1984 | Indian Wells Open, США                      | Тверде     | Скотт Девіс           | Бернард Міттон Балч Волтс        | 7–5, 3–6, 2–6       |
| Поразка   | 18.  | 1984 | Мадрид, Іспанія                             | Килим (i)  | Фріц Бунінг           | Пітер Флемінг Джон Макінрой      | 3–6, 3–6            |
| Поразка   | 19.  | 1984 | Роттердам, Нідерланди                       | Килим (i)  | Фріц Бунінг           | Кевін Каррен Войцех Фібак        | 4–6, 4–6            |
| Поразка   | 20.  | 1984 | Stuttgart Outdoor, Німеччина                | Ґрунт      | Фріц Бунінг           | Сенді Меєр Андреас Маурер        | 6–7, 4–6            |
| Перемога  | 19.  | 1984 | Washington Open, США                        | Ґрунт      | Павел Сложил          | Дрю Джітлін Блейн Вілленборг     | 7–6, 6–1            |